# PGC 1313424
PGC 1313424/LEDA 1313424, auch Bullseye-Galaxie genannt, ist eine Ringgalaxie vom Hubble-Typ S im Sternbild Fische. Sie ist schätzungsweise 534 Millionen Lichtjahre von der Milchstraße entfernt.